# Chiền chiện Bamenda
Chiền chiện Bamenda, tên khoa học Apalis bamendae, là một loài chim trong họ Cisticolidae.